# Романовская, Лариса Андреевна
Лариса Андреевна Романовская (01.09.1980) — автор подростковых повестей, романов и сказок, семикратный финалист и лауреат Конкурса на лучшее произведение для детей и юношества Книгуру, лауреат конкурса Новая детская книга.
Ещё до того, как пойти в школу, написала своё первое стихотворение, посвятив его памяти Высоцкого. Писала стихи, длинные сочинения и читала книги из домашней библиотеки своей учительницы литературы. Много времени проводила в РГДБ, где вскоре начала заниматься в литературной студии «Жизальмо». Затем поступила в литературный институт.
Первые публикации — в начале 1990, в газетах «Тележка» (детское приложение к газете «Семья»), «Пионерская правда».

## Биография
С 1999 года начинает работать внештатным корреспондентом отдела культуры газеты «Вечерняя Москва». С 2004 работает в газете «Культура», где возвращается к занятиям литературой, брошенным после окончания института в 2002 году. Писательство помогает пережить развод, болезнь и смерть бабушки, и к 2009 готова первая законченная повесть — городское фэнтези, мистика с уклоном в детектив.
Повесть была разослана по издательствам, но ответа не было. Романовская обратилась за помощью к Дмитрию Быкову, с которым когда-то работала в общем проекте, получила приглашение в эфир радиопрограммы о детской литературе, и благословение писать дальше.
В 2011 в Живом Журнале Наринэ Абгарян знакомит Романовскую с редактором «Астрель Спб» Ириной Епифановой. В 2012 там выходит роман «Московские сторожевые» и сразу подписан договор на продолжение (2013). В 2014 написана повесть «Самая младшая».
Осенью 2014 сын (11 лет) уезжает учиться в США с семьёй отца — бывшего мужа Романовской. Глубоко переживая его отъезд, Романовская начинает набрасывать текст, который через пять лет станет романом «Сиблинги».
Работает редактором, затем фасовщицей на складе лекарственных трав, два-три раза в год посещает сына. По совету друга отправляет текст «Самой младшей» на Книгуру — Всероссийский конкурс на лучшее произведение для детей и юношества. Рукопись попадает в шорт-лист. Благодаря конкурсу Романовская знакомится с одним из руководителей клуба детских писателей московской библиотеки им. Гайдара — Татьяной Рудишиной, и занимается там (рук. Л. Г. Яковлев).
В 2016 в финал Книгуру попадает повесть-дневник «Удалить эту запись?», которую сразу берёт издательство «Самокат». В том же году Романовская снова меняет работу — становится помощником в отделе млекопитающих Зоологического музея МГУ.
К 2017 закончен роман «Сиблинги». Текст публикуется в журнале «Октябрь», рукопись попадает в финал «Книгуру» 2018, и Романовская предлагает её в «Самокат». Роман изменил финал, получив продолжение и став менее мрачным. Роман «Сиблинги» сравнивают с такими книгами как «Понедельник начинается в субботу» Стругацких, фильмом «Гостья из будущего» по циклу Кира Булычёва об Алисе Селезнёвой и другими культовыми произведениями фантастики поколения 1970—1980-х.
В 2018 написана повесть «Слепая курица» о взрослении в 1990-е. Повесть попадает в шорт-лист «Книгуру».
Тогда же закончена сказка «Зверь Евсей». Она становится одним из лауреатов конкурса «Новая детская книга».
Романовская получает приглашение в одну из московских школ от Ксении Молдавской — руководителя гуманитарного профиля и критика детской литературы.
Продолжая навещать сына в Калифорнии, Романовская пишет «Дом четырёх ладоней» — повесть о семье, живущей на два континента, с матерью в Москве и отцом в Кремниевой долине.
В 2019 выходят «Сиблинги» (Самокат), рассказ «Правильный ответ» (сб. «Внутри что-то есть», издательство Волчок»), «Слепая курица» («Издательский проект А и Б»).
В 2020 году — «Зверь Евсей» и «Кандидаты на вылет» (издательство «Волчок»), в 2021 — «Дом четырех ладоней» («Самокат»), в 2022 — «Закон ракушки» (издательство «Манн, Иванов и Фербер») и «Захолустье. Пока я здесь» («АСТ»).

## Награды
- Благодарность Министра культуры и массовых коммуникаций Российской Федерации (29 декабря 2005 года) — за  многолетнюю плодотворную деятельность по освещению вопросов культуры в средствах массовой информации и в связи с Днём российской печати[1].
- Шорт-лист Книгуру 2015 за повесть «Самая младшая»
- 3 место в конкурсе Книгуру 2016 за повесть «Удалить эту запись?»
- Шорт-лист Книгуру 2017 за роман «Сиблинги»
- Шорт-лист Книгуру 2018 за повесть «Слепая курица»
- 2 место в конкурсе Новая детская книга-2018 — сказка «Зверь Евсей»
- Шорт-лист Книгуру 2019 за повесть «Дом четырёх ладоней»
- 3 место в конкурсе Новая детская книга-2020 — сказка «Саня Зайцев и другие говорящие мыши»
- Шорт-лист Книгуру 2020 за повесть «Наутилус останется»
- Шорт-лист Книгуру 2021 за роман «Кандидаты на вылет»